# Eierschmalz
Eierschmalz ist ein mit Eiern zubereitetes Gericht.
Der mittelhochdeutsche Begriff eiersmalz war eine Bezeichnung für Fett aus dem Dotter hartgekochter (Hühner-)Eier (das Eieröl) oder aber einfach „etwas aus Eiern, das mit Fett zubereitet wird“.
Altbackene Brötchen werden mit Milch und verquirlten Eiern vermengt und in einer gut gebutterten Auflaufform oder in einem Bräter goldbraun gebacken. Eines der wenigen Rezepte in Kochbüchern findet sich bei Hedwig Kost – dort ist die Rede von eineinviertel Pfund altbackener Semmeln, 3 bis 4 Eiern, einem Dreiviertelliter Milch, 8 Gramm Salz und einem viertel Pfund Fett oder Butter zum Backen. Allerdings wird in ihrer Anleitung das Eierschmalz, ähnlich einem Omelett, in einer Stielpfanne gebacken und mithilfe des Deckels gewendet, um anschließend mit Zwetschgen- oder Schwarzbeerkompott gegessen zu werden.